# 李彩娥
李彩娥（1926年11月8日—）是出生於台灣屏東的舞蹈家，也是舞蹈教育者，曾在2009年世界運動會開幕式中表演。近年主要活動於高雄地區。

## 主要獎項
- 1942年：第一屆全日本舞蹈比賽少年組第一名，並獲得「文部大臣賞」。
- 1943年：第二屆全日本舞蹈比賽少年組優等賞。
- 1991年：中華民族藝術薪傳獎。
- 1997年：特殊文化貢獻獎。
- 1997年：高雄市第十六屆文藝獎－「創作舞蹈獎」。

## 延伸閱讀
- 趙綺芳。《李彩娥：永遠的寶島明珠》。黃金博物園區。ISBN 9570168420